# Roi Gradlon (baliseur)
Le Roi Gradlon est un ancien navire de service, baliseur des Phares et Balises du Morbihan. Il est désormais présenté au Port-musée de Douarnenez dans le bassin à flot.

## Histoire
Il a été construit aux Forges et Chantiers de la Méditerranée   du Havre en 1948. Il a été affecté à Lorient depuis 1952  et fut chargé de l’entretien des phares, balises et bouées dans les eaux du Morbihan, de la Laïta à la Vilaine. Le Roi Gradlon a été désarmé fin 2014 après 62 ans de service au sein de l’Armement des phares et balises, il est remplacé par l’Atlantique.  
D'une grande valeur patrimoniale et affective, il a été décidé que ce navire emblématique soit sauvegardé. C’est au Port-musée de Douarnenez qu'il est présenté au public comme bateau-musée. Le Roi Gradlon est resté la propriété de l’armement des Phares et Balises qui en assurera l'entretien de carénage.

## Caractéristiques
C'est un navire à coque en acier riveté. Il possède une grue hydraulique de 36 tonnes et d'un treuil hydraulique de 18 000 daN. Sa soute a une capacité de 400 m3.

### Note et référence
1. 1 2  Claire Marion, « Phares et balises. Première mission lorientaise pour L'Atlantique », Le Telegramme,‎ 29 avril 2015 (lire en ligne, consulté le 21 septembre 2017)